# 野見山夏子
野見山 夏子（のみやま なつこ、1956年7月2日 - ）は日本の元女優。本名同じ。愛称は「トンコ」。
福岡県鞍手郡出身。福岡県立西鞍手高等学校卒業。東京俳優生活協同組合演技研究所卒業。吉江事務所、東宝芸能に所属していた。

## 来歴・人物
高校時代は演劇部に所属し、卒業後に芸能界入りを志すが、両親の反対により断念。九州ビジネスアカデミー学院に進学するが1年で中退し上京。ある劇場で裏方のアルバイトをしていたことが芸能界入りのきっかけとなった。弟が居る。
東京俳優生活協同組合で演技の勉強を学び、1978年の火曜劇場『いのちの絶唱』でデビュー。数本のテレビドラマのゲスト出演を経て同年、『ナッキーはつむじ風』に、主演の榊原郁恵とともに行動する落ちこぼれグループの一員・とん子役でレギュラー出演。当時のインタビューでは「中途半端な顔なので三枚目に徹したい。出来たら汚れ役にも挑戦したい」と述べている。
本作終了後は、テレビドラマ『青春はみだし刑事』のレギュラー出演や、2時間ドラマなどで活動した。
特技は日本舞踊、モダンバレエ、旅行。

## 出演作品

### テレビドラマ
- 火曜劇場 / いのちの絶唱（1978年、NTV）
- 特捜最前線（1978年、ANB）
  - 第61話「目撃・髪を残した女!」
  - 第65話「深夜DJ・情死を売る女!」
- 七人の刑事 第3シーズン 第16話「影を消した女」（1978年、TBS）
- Gメン'75（1978年、TBS）
  - 第159話「刑事が銃殺される時」
  - 第165話「ジープに乗った悪魔」 - 車を奪われた女性
- 太陽にほえろ!（東宝 / NTV）
  - 第313話「真夏の悪夢」（1978年） - 森下節子の隣人
  - 第371話「愛するもののために」（1979年） - クラブ「ムンク」ホステス
  - 第560話「愛される警察」（1983年） - 「もみの木」の客
  - 第635話「いい加減な女」（1985年） - 大下春美
  - 第711話「ジョーズ刑事の華麗な復活」（1986年） - 鮫島妙子
- 新五捕物帳（NTV）
  - 第33話「負け犬」（1978年）
  - 第55話「江戸の夢 恋のかんざし」（1979年）
  - 第57話「津和野かげろう」（1979年）
- 大空港（CX）
  - 第5話「大空に命燃える日」（1978年） - J.メンドーサの愛人
  - 第26話「真実の愛 空港ホテル殺人事件の謎を追え!」（1979年） - 幸福ローン従業員
- ナッキーはつむじ風（1978年 - 1980年、TBS） - とん子
- 土曜ワイド劇場（ANB）
  - 三毛猫ホームズシリーズ 第1作「三毛猫ホームズの推理 女子大密室殺人」（1979年、東映） - 栗原弓子
  - 実年素人探偵とおんな秘書の名推理 第2作「みちのく鳴子温泉同窓会殺人事件」（1988年）
  - 悪女の季節（1990年）
- ライオン奥様劇場 / 隣人戦争（1979年、CX） - 杏子
- 噂の刑事トミーとマツ（TBS / 大映テレビ）
  - 第1シリーズ（1980年）
    - 第13話「銭湯でタイホ! 刑事も裸、犯人も裸」 - 銭湯の常連客
    - 第43話「トミマツまっ青、情無用の新課長」 - ニセアベックの女
    - 第51話「どじどじコンビと恐怖の女すり団」 - 富士見署婦警

  - 第2シリーズ 第28話「決ったァ! トミーの飛行機投げ」（1982年） - 城南商事OL
- さよなら三角またきて四角（1982年） - 戸倉順子
- ザ・サスペンス / 惨事 バスガイドの殺意（1982年）
- 月曜ワイド劇場 / OLシリーズ 第1作「女が会社へ行きたくない朝」（1983年）
- 青春はみだし刑事（1983年 - 1984年） - 綾小路美寿々
- 月曜ドラマランド
  - 乙女学園男子部（1983年）
  - 乙女学園すみれ寮シリーズ（1984年）
    - 第1作
    - 第2作
    - 第4作

  - さよなら! ぐうたらママ（1984年）
  - いたずらキャンパスギャル・突撃としこ（1984年）
  - 意地悪お手伝いさん 第3作（1985年）
  - 少女隊「ショー・アップ・ハイスクール」（1985年）
- 火曜サスペンス劇場 / 季節はずれのサンタクロース（1985年）
- 迷宮課刑事おみやさん（1985年） - 珍来軒店員
- 金曜女のドラマスペシャル / 私の夫はルージュが似合う（1987年）
- 男と女のミステリー / わが恋う人は（1988年）
- ご存知!旗本退屈男 「長崎 死の密書! 京都二条城謎の能舞台」（1988年）
- 火曜スーパーワイド / なんでも屋探偵帳 第1作「殺人事件からサル救出作戦まで」（1989年）
- 大江戸捜査網 平成版 第1シリーズ 第1話「隠密同心参上!」（1990年）
- 木曜ドラマ / 外科病棟女医の事件ファイル（1991年） - 時田律子

### テレビ音楽番組
- 花の金曜ゴールデンスタジオ（1980年） - アシスタント[8]